# Jan I (książę Neapolu)
Jan I - książę Neapolu od września 711 do śmierci, prawdopodobnie w 719. 
Głównym źródłem o jego rządach jest Catalogus Beneventanus (znany również jako Chronicon ducum et principum Beneventi, Salerni, et Capuae et ducum Neapolis).
W 716, gdy przez Neapol przetoczyła się zaraza, Romuald II książę Benewentu zajął zamek w Cumae. Papież Grzegorz II natychmiast nakazał mu zwrócić zamek i zaproponował odszkodowanie. Romuald nie przystał na to, więc Jan poprowadził armię przeciwko niemu w 717 i zaatakował Cumae. Neapolitańczycy zajęli warownię zabijając około 300 Longobardów i biorąc 500 do niewoli. Zgodnie z obietnicą papież wypłacił 70 funtów złota.